# Утрилло, Морис
Мори́с Утри́лло́ (фр. Maurice Utrillo; 25 декабря 1883, Париж — 5 ноября 1955, Дакс) — французский живописец-пейзажист.

## Биография
Морис Утрилло родился 25 декабря 1883 года в парижском районе Монмартр. Его матерью была натурщица и будущая художница Сюзанна Валадон, отец неизвестен (по одной из версий, это был художник-любитель по фамилии Буасси). Мать в своё время позировала таким художникам, как Огюст Ренуар, Пьер Пюви де Шаванн, Анри де Тулуз-Лотрек, Эдгар Дега и Берта Моризо. В 1891 году мальчика усыновил каталонский художественный критик и писатель Микел Утрильо.
В юности пристрастился к алкоголю и занялся живописью, чтобы отвлечься от алкоголя.

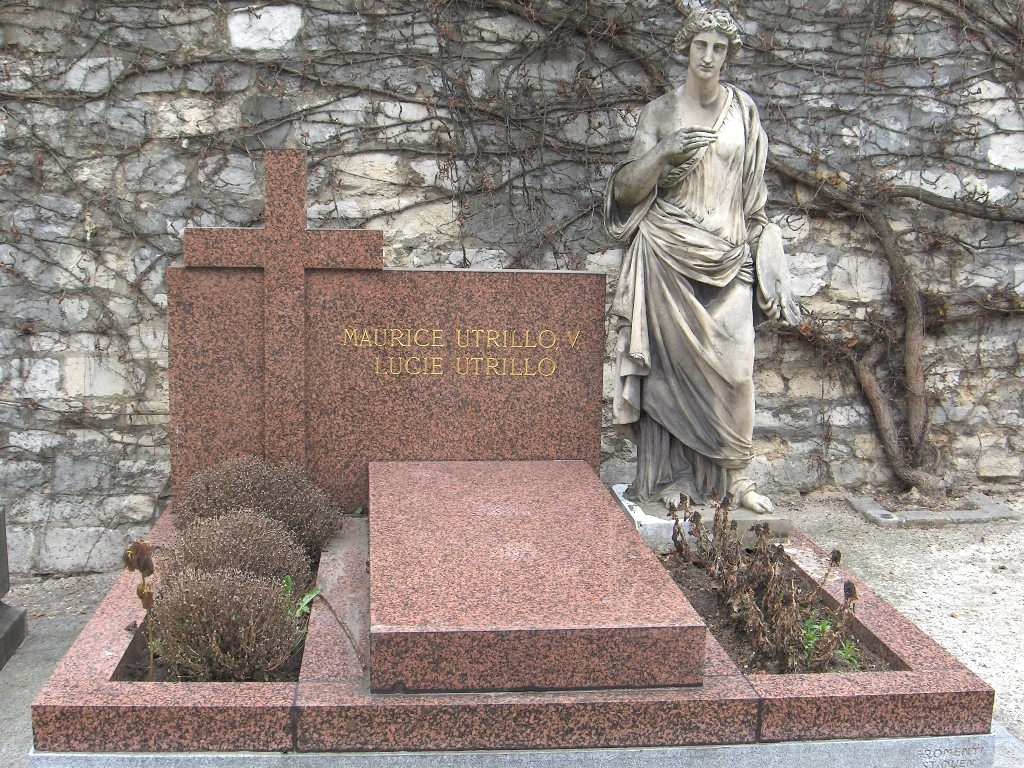
Надгробие на могиле Мориса Утрилло на монмартрском кладбище Сен-Венсан

Не получил систематического художественного образования, некоторые принципы ему подсказала мать, что-то он подсмотрел у художников, работавших на Монмартре. В результате он начал писать городские пейзажи, которые нравились простой публике, но долго оставались непризнанными среди искусствоведов и критиков. В манере Утрилло можно найти черты постимпрессионизма и примитивизма. До 1906 года художник подписывал свои работы как Морис Валадон, затем принял фамилию отчима.
Восхищался работами Камиля Писсарро и Альфреда Сислея. Был близок с Альфонсом Куизе и Амедео Модильяни.
Критики оценили работы Утрилло лишь в 1910-х годах. В 1920-х художник стал знаменитостью международного масштаба. В 1925 году по заказу Сергея Дягилева создал декорации для балета Джорджа Баланчина «Барабо». В 1929 году правительство Франции наградило его орденом Почётного легиона. В 1935 году Утрилло женился на Люси Валор и с нею уехал в парижский пригород Ле-Везине. Художник умер 5 ноября 1955 года в Даксе, департамент Ланды. Похоронен на кладбище Сен-Венсан.
В фильме «Моди: Три дня на крыльях безумия» Утрилло сыграл французский актёр Брюно Гуэри.

## Произведения
- Нотр-Дам (1910)
- Дома в парижском предместье (1910)
- Тупик Коттен (около 1910)
- Дом Берлиоза (1914)
- Улица Мон-Сени
- Заведение Берно (1934)
- Подъем к базилике Сакре-Кёр

## Комментарии
1. ↑  «Англо-русский словарь персоналий» Д. И. Ермоловича указывает ударение только на 2-м слоге (Утри́лло)[6], а Большая российская энциклопедия — два ударения (Утри́лло́)[7].